# Amphoe Pho Sai
Amphoe Pho Sai (Thai: อำเภอ โพธิ์ไทร) ist ein Landkreis (Amphoe – Verwaltungs-Distrikt) im Nordosten der Provinz Ubon Ratchathani. Die Provinz Ubon Ratchathani liegt in der Nordostregion Thailands, dem so genannten Isan.

## Etymologie
- Pho (โพธิ์): „Bodhi-Baum“ (Pappel-Feige, Ficus religiosa)
- Sai (ไทร): Birkenfeige (Ficus benjamina)

Diese beiden Baumarten können am Wat Si Bunrueang (วัดศรีบุญเรือง) gefunden werden.

## Geographie
Benachbarte Landkreise (von Südosten im Uhrzeigersinn): die Amphoe Si Mueang Mai, Trakan Phuet Phon, Kut Khaopun, Khemarat und Na Tan. Im Nordosten auf dem anderen Ufer des Mekong liegt die laotische Provinz Salavan.

## Geschichte
Der „Zweigkreis“ (King Amphoe) Pho Sai wurde am 5. Mai 1981 aus den drei Tambon Pho Sai, Muang Yai und Samrong gebildet, die vom Landkreis Khemarat abgetrennt wurden.
Am 12. August 1987 bekam er seinen vollen Amphoe-Status.

## Verwaltungseinheiten
Provinzverwaltung
Der Landkreis Pho Sai ist in 6 Tambon („Unterbezirke“ oder „Gemeinden“) eingeteilt, die sich weiter in 71 Muban („Dörfer“) unterteilen.
| Nr. | Name      | Thai    | Muban | Einw.  |
| --- | --------- | ------- | ----- | ------ |
| 1.  | Pho Sai   | โพธิ์ไทร  | 17    | 11.593 |
| 2.  | Muang Yai | ม่วงใหญ่  | 15    | 06.049 |
| 3.  | Samrong   | สำโรง   | 11    | 07.482 |
| 4.  | Song Khon | สองคอน  | 09    | 06.342 |
| 5.  | Saraphi   | สารภี    | 10    | 07.563 |
| 6.  | Lao Ngam  | เหล่างาม | 09    | 05.811 |

Lokalverwaltung
Es gibt eine Kommune mit „Kleinstadt“-Status (Thesaban Tambon) im Landkreis:
- Pho Sai (Thai: เทศบาลตำบลโพธิ์ไทร)

Außerdem gibt es sechs „Tambon-Verwaltungsorganisationen“ (องค์การบริหารส่วนตำบล – Tambon Administrative Organizations, TAO):
- Pho Sai (Thai: องค์การบริหารส่วนตำบลโพธิ์ไทร)
- Muang Yai (Thai: องค์การบริหารส่วนตำบลม่วงใหญ่)
- Samrong (Thai: องค์การบริหารส่วนตำบลสำโรง)
- Song Khon (Thai: องค์การบริหารส่วนตำบลสองคอน)
- Saraphi (Thai: องค์การบริหารส่วนตำบลสารภี)
- Lao Ngam (Thai: องค์การบริหารส่วนตำบลเหล่างาม)